# Northrop T-38 Talon
Нортроп T-38 «Тэлон» (англ. Northrop T-38 Talon — Коготь) — американский двухместный сверхзвуковой учебный реактивный самолёт. Первый полёт состоялся 10 марта 1959 года.
17 марта 1961 года первые самолёты поступили на вооружение учебных военно-воздушных подразделений. T-38 «Тэлон» используется в основном для подготовки пилотов. В распоряжении ВВС США находится около 500 самолётов этого типа. Всего построено 1187 экземпляров.
С помощью T-38 было подготовлено около 75 000 пилотов. Общий налёт T-38 на сегодняшний день составляет примерно 13 миллионов часов. Это также основной учебный реактивный самолёт астронавтов НАСА. Один из лётчиков НАСА установил рекорд, налетав 9200 часов на T-38. Самолёт остаётся в строю и по сей день.
На основе «Тэлона» был разработан лёгкий истребитель F-5.
С 2024 года ВВС США планируют заменить Т-38 на Boeing T-7 Red Hawk

## Модификации
- T-38A — базовая учебно-тренировочная.
- T-38B — учебно-боевая.
- T-38C — модернизированная версия для ВВС США. Первые модернизированные самолёты были получены в 2001 году[2].
- T-38M — модернизированная версия для ВВС Турции. В 2012—2014 гг. планируется модернизировать 55 T-38A[4].

## Тактико-технические характеристики
Приведённые ниже характеристики соответствуют модификации T-38A.

### Технические характеристики
- Экипаж: 2 (курсант и инструктор)
- Длина: 14,14 м
- Размах крыла: 7,7 м
- Высота: 3,92 м
- Площадь крыла: 16 м²
- Масса пустого: 3270 кг
- Масса снаряжённого: 5360 кг
- Максимальная взлётная масса: 5670 кг
- Двигатели: 2 × ТРДФ General Electric J85-5A
- Тяга: 2 × 17,1 кН

### Лётные характеристики
- Максимальная скорость: 1381 км/ч (М=1,3)
- Практическая дальность: 1835 км
- Практический потолок: 15 240 м
- Скороподъёмность: 170,7 м/с
- Нагрузка на крыло: 340 кг/м²
- Тяговооружённость: 0,65

## Катастрофы
- 28 февраля 1966 года Т-38, пилотируемый Эллиотом Си, одним из членов 2-го набора астронавтов НАСА, разбился рядом с аэродромом Ламберта в городе Сент-Луис штата Миссури.
- 18 января 1982 года — самая крупная катастрофа авиационной пилотажной группы ВВС США «Буревестники», известная в прессе как Diamond Crash[англ.], произошедшая на базе ВВС США «Крич[англ.]», штат Невада. Выполняя тренировочный групповой пилотаж, погибли два экипажа четырёх T-38 «Тэлон»: майор Норман Лори, капитан Вилли Мэйз, капитан Джозеф Петерсон и капитан Марк Мелэнкон.
- 23 апреля 2008 года T-38C Talon разбился на базе ВВС США «Коламбус[англ.]» в штате Миссисипи. Оба пилота погибли[6].
- 1 мая 2008 года T-38C Talon, приписанный к базе ВВС США «Шеппард[англ.]», разбился в штате Техас. Оба пилота погибли[6].
- 21 мая 2009 года T-38C Talon потерпел крушение на юге Калифорнии. Авиакатастрофа произошла в пустыне Мохаве в 14 километрах к северу от базы ВВС США «Эдвардс». 30-летний пилот Марк Грациано (Mark P. Graziano) погиб, а старший штурман Ли Джонс (Lee V. Jones) был госпитализирован[7][8].
- 19 июля 2013 года в 06:48 T-38 Talon (серийный номер 61-0891)[9] разбился к югу от базы ВВС США «Шеппард» во время учебного полёта, предположительно из-за столкновения с птицей. Оба пилота успели катапультироваться и отделались незначительными травмами[10][11].
- 20 ноября 2017 года в 15:46 T-38C Talon (серийный номер 64-3213), приписанный к 47-му лётно-учебному крылу, потерпел крушение в 19 километрах к северо-западу от базы ВВС США «Лафлин[англ.]» в штате Техас. Один пилот погиб, второй госпитализирован[12][13].
- 23 мая 2018 года в 08:30 T-38C Talon, приписанный к 14-му лётно-учебному крылу потерпел крушение в окрестностях базы ВВС США «Коламбус» и загорелся. Оба пилота смогли катапультироваться, но с тяжёлыми травмами были госпитализированы[14][15].
- 17 августа 2018 года в 13:48 T-38 Talon, приписанный к 71-му лётно-учебному крылу, потерпел крушение неподалёку от базы ВВС США «Вэнс[англ.]», примерно в 113 километрах к западу от города Инид. Пилот благополучно катапультировался не получил серьёзных травм[16][17].
- 11 сентября 2018 года в 10:20 T-38 Talon II, приписанный к 80-му лётно-учебному крылу, потерпел крушение вскоре после взлёта с базы ВВС США «Шеппард» в Уичито-Фолс. Обоим пилотам удалось катапультироваться, они были доставлены в местные медицинские центры[18][19].
- 13 ноября 2018 года в 19:40 T-38 Talon, приписанный к 47-му лётно-учебному крылу, потерпел крушение неподалёку от авиабазы «Лафлин». Один пилот погиб, второй доставлен в ближайший госпиталь. Это стало 5-м за 12 месяцев крушением самолётов Talon[20][21].
- 21 ноября 2019 года в 09:10 два T-38 Talon столкнулись и разбились неподалёку от базы ВВС США «Вэнс» в штате Оклахома. Два пилота погибли[22][23].
- 19 февраля 2021 года в 17:15 T-38 Talon, приписанный к 14-му лётно-учебному крылу[англ.] ВВС США, разбился в лесистой местности примерно в 15 милях к юго-западу от регионального аэропорта Монтгомери[англ.] в штате Алабама, выполняя тренировку «посадка конвейером». Оба лётчика погибли, один пилот был студентом сил самообороны Японии[24][25].
- 19 ноября 2021 года в 10:00 два T-38 Talon, приписанных к 87-й лётной учебной эскадрилье[англ.] ВВС США, столкнулись на взлетно-посадочной полосе базы ВВС США «Лафлин». Один из пилотов погиб, двое получили ранения. Один из раненых в критическом состоянии эвакуирован в медицинский центр армии Брук[англ.] в Сан-Антонио[26][27].
- 7 ноября 2022 года в 13:00 T-38 Talon, приписанный к 49-й лётной учебной эскадрилье[англ.] 14-го лётно-учебного крыла ВВС США, столкнулся с аварийной ситуацией в полёте и потерпел крушение в 32 км к югу от базы ВВС США «Коламбус» в штате Миссисипи[28][29].

## На вооружении
- США
  - ВВС США — 508 T-38, по состоянию на 2012 год[1][30]
  - ВМС США — 10 T-38, по состоянию на 2008 год
  - НАСА — около 40 T-38, по состоянию на 2012 год[31]
- Германия — 40 T-38C Talon на вооружении по состоянию на 2024 год[32]
- Китайская Республика
- Турция — 70 T-38A/M на вооружении по состоянию на 2024 год[33]
- Республика Корея

## В популярной культуре
Talon отметился в фильмах «Горячие Головы», «Армагеддон» и «Инферно». Из компьютерных игр на T-38A можно «полетать» в симуляторе FSX и Prepar 3D благодаря проработанному модулю от компании Milviz, а также в Xplane 10 (модуль от компании JCS).